# Zsuzsa Koncz

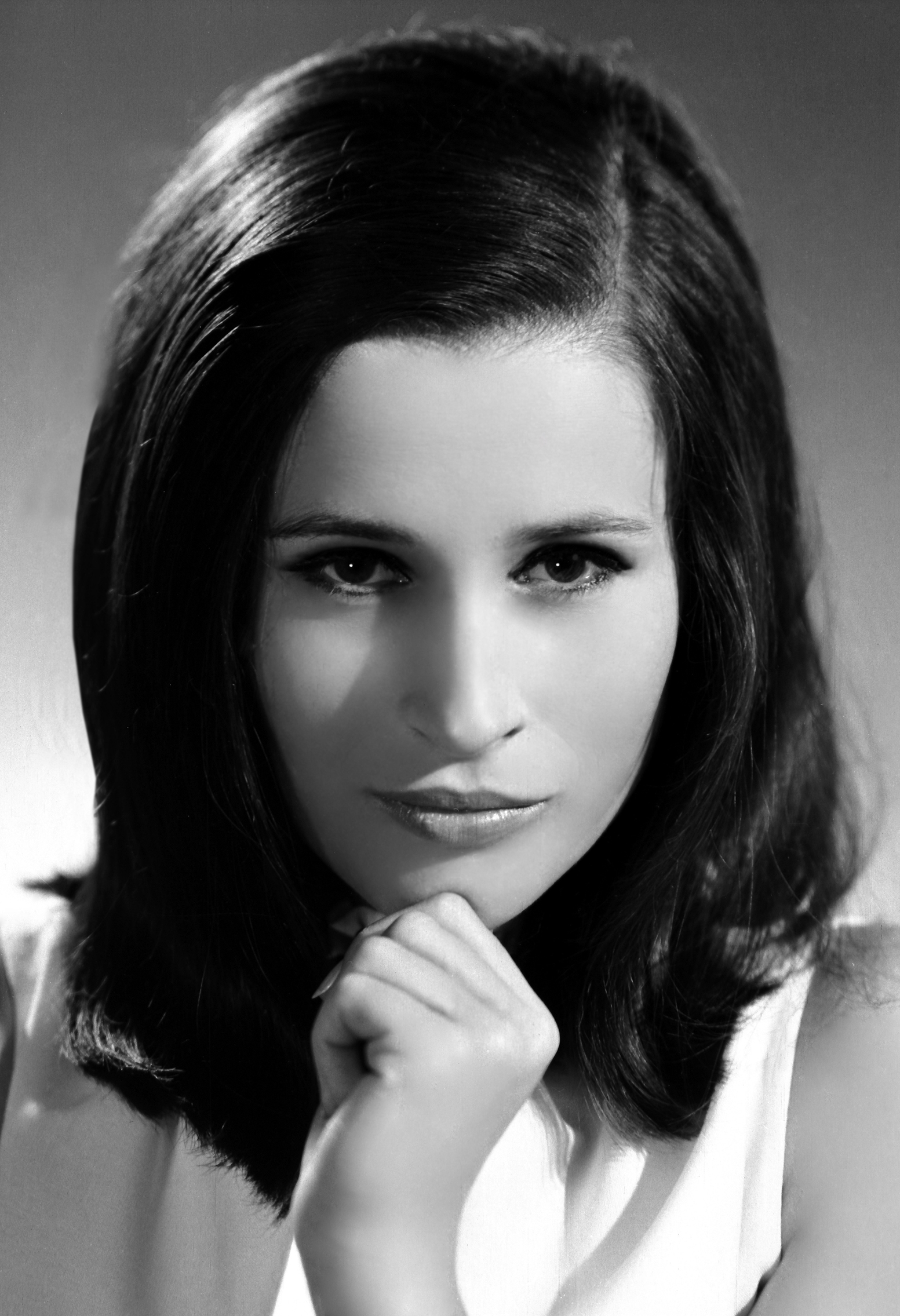
Zsuzsa Koncz

Zsuzsa Koncz (ur. 7 marca 1946 w Pély) – węgierska piosenkarka, dawniej związana z zespołami Gézengúz, Omega, Illés, Fonográf. Od chwili zwycięstwa w krajowym konkursie piosenki w 1966 r. występuje pod własnym nazwiskiem. W 1967 r. wyjechała na targi muzyczne „Midem”, gdzie miała możliwość zaprezentowania się publiczności Europy zachodniej. 
W 1968 wystąpiła na VIII Międzynarodowym Festiwalu Piosenki w Sopocie. Zaśpiewała wówczas piosenkę „Színes ceruzák”. W 1977 odbył się jej krótki występ na „Pop Session” w Sopocie. Jej kierunek muzyczny to pop-rock różnych odmian jednak mocno niezależny od komercyjnych reguł wyznaczonych przez Europę zachodnią. Zapewnia jej to do dziś – szczególnie w jej ojczystym kraju – wypełnioną publicznością każdą salę.
Jest również popularna w Niemczech i na Słowacji. W przeszłości koncertowała również w Japonii, Meksyku, Izraelu, na Kubie, USA, Kanadzie, Brazylii, Austrii, Niemczech, Czechosłowacji, Jugosławii czy Rumunii. W 1983 nagrała kompozycję „A Kárpáthyék lánya”, której tekst mówi o tragicznych węgierskich wydarzeniach z 1956 roku. 1 maja 2004 w niemieckiej miejscowości Zittau podczas koncertu „Święto dla wszystkich” (w pierwszy dzień przystąpienia nowych krajów do Unii Europejskiej) przypomniała się niemieckiej publiczności krótkim recitalem wykonując piosenki „Endlich, endlich” oraz „Miért hagytuk, hogy így legyen”.
Jest pierwszą węgierską piosenkarką, która sprzedała więcej niż milion płyt.

## Dyskografia
- Volt egyszer egy lány – 1969;
- Szerelem – 1970;
- Kis Virág – 1971;
- Élünk és meghalunk – 1972;
- Jelbeszéd – 1973 – węgierska cenzura polityczna dopuściła tę płytę dopiero dziesięć lat później ze względu na nieodpowiadający władzy ludowej tekst piosenki „Gdybym była różą” pochodzącej z tej płyty.
- Gyerekjatekok – 1974;
- Ne vagj ki minden fat – 1975;
- Kertesz leszek – 1975;
- Elmondom hát mindenkinek – 1976;
- Koncz Zsuzsa 10 – 1977;
- Valahol – 1979;
- Menetrend – 1981;
- Konczert – 1984;
- Ujhold – 1985;
- Fordul a vilag – 1987;
- Verslemez – 1989;
- Illuzio nelkul – 1991;
- Jubileumi koncert – 1992;
- Ne veszitsd el a fejed – 1993;
- Unplugged – 1994;
- Mienk itt a ter – 1996;
- Eg es fold kozott – 1997;
- Csodálatos világ – 1998;
- Miert hagytuk, hogy igy legyen – 1999;
- Ki nevet a vegen – 2002;
- Egyszeru ez – 2006;
- Ha en zaszlo volnek – 2009 (album cd/dvd z koncertowymi nagraniami z lat 1997 – 2008)
- Koncz Zsuzsa 37 – 2010
- Tündérország – 2013
- Vadvilág – 2016

ma w swoim dorobku również sześć płyt niemieckojęzycznych. 
oficjalne DVD:
- Dalok – przekrój kariery z lat 1968-2003;
- Ki nevet a vegen – koncert z roku 2003;
- Sportarena – koncert z roku 2006;

wybór nieoficjalnych DVD :
- Ne veszitsd el a fejed – koncert z roku 1993
- Karacsonyi koncert – koncert z roku 1995
- Ég és föld között – koncert z roku 1997
- Csodalatos vilag – koncert z roku 1998
- Sportcsarnok 1999 – koncert z roku 1999

Za wybitne zasługi w dziedzinie kultury odznaczona Krzyżem Kawalerskim Republiki Węgierskiej oraz Francuskim Medalem Legii Honorowej. W marcu 2008 z rąk premiera Węgier otrzymała Statuetkę Kossutha, jeden z największych zaszczytów za zasługi dla państwa węgierskiego.